# Akzidenzmaschine
Akzidenzdruckmaschine oder kurz Akzidenzmaschine (frühere Schreibweise: Accidenzmaschine) ist eine Druckmaschine, mit der Akzidenzen gedruckt werden. Akzidenzen sind vielfältige Druckerzeugnisse (z. B. verschiedene Papiere und Formate, verschiedene Farben), die in meist kleiner Auflage produziert werden. Akzidenzdruckmaschinen sind deshalb vielseitig und flexibel im Vergleich etwa zu Druckmaschinen für den Zeitungsdruck.
Die Akzidenzmaschinen des 19. Jahrhunderts waren Schnellpressen, darunter diverse Tiegeldruckpressen und Zylindertretpressen. Im 20. Jahrhundert wurden diese historischen Schnellpressen vom Offsetdruck abgelöst.
Auch moderne Akzidenzdruckmaschinen werden gelegentlich kurz als Akzidenzmaschinen bezeichnet. Meist werden genauere Bezeichnungen verwendet, z. B. Akzidenz-Bogendruckmaschine oder Akzidenz-Rollenoffset-Druckmaschine.

## Historische Typen und Namen
Akzidenzmaschinen im Sinne der Schnellpressen aus dem 19. Jahrhundert waren unter verschiedenen Bezeichnungen bekannt, darunter:
- Gally-Tiegelpresse
- Invictus[6]
- Jobberpresse[6]
- Liberty-Tiegelpresse
- Perlpresse (benannt nach dem Schriftmaß Perl)[6]
- Uliput[6]
- Wood’sche Akzidenzmaschine, auch Little Favourite genannt[7]